# 読書をする老婦人
『読書をする老婦人』（どくしょをするろうふじん、蘭: Lezende oude vrouw、英: Old Woman Reading）、または『聖書日課を読む老婦人』（せいしょにっかをよむろうふじん、英: Old Woman Reading a Lectionary）は、17世紀オランダ黄金時代の画家ヘラルト・ドウが1631–1632年頃、板上に油彩で制作した絵画。
過去には、レンブラントに帰属され、『レンブラントの母』という題名であったが、その帰属はかなり前から否定されている。この肖像画は、1912年11月以来、アムステルダム国立美術館に所蔵されている。

## 概要
『読書をする老婦人』はおそらく、ドウが独立した画家として描いた初期作品のうちの1つである。作品において、ドウはその若さにもかかわらず、自身の才能と見事な技術的手法を示している。毛皮、木綿、刻印のある紙、老婦人の皺だらけの皮膚。こうしたものの質感が完璧なまでに再現されている。彼女が読んでいる聖書は1585年に初めて木版によって出版されたもので、聖書日課中の文章と付随する版画が非常な細部まで描かれており、明らかに見て取ることができる。ルカによる福音書の第19章の冒頭で、本当によい行いをしたいと欲する者はだれでも、できる限り多くの世俗的所有物を貧者に与えるべきであると述べられている箇所である。この一節は、いまだに自身の所有物に執着しているように見える老婦人の高価な衣服とは対照的であるが、それは鑑賞者へのメッセージと解釈できるかもしれない。
ドウは、北ヨーロッパの当時の基準に照らし合わせて、老婦人を驚異的な写実性で描いている。画家は、鑑賞者に老婦人の近くにいるような感覚を与えているが、横顔であり、読書に没頭しているため、彼女はそのことに気づいていないようにみえる。作品は、ドウがレンブラントから学んだキアロスクーロの使用の典型例であり、最重要部分が強調されている。背景は滑らかで、厳粛で、前景から注意を逸らすようなものではない。構図面で、画家は左側上部と右側下部の間に落ち着いた斜めのコントラストを創り出している。　

## 歴史
1628年、14歳であったドウは、わずか7歳年上であったレンブラントの最初の弟子となった。当時、レンブラントは、レイデンで仲間の画家ヤン・リーフェンスとアトリエを共有していた。 レンブラント自身、その当時、光と闇の強いコントラストのある洗練された様式で制作していたが、この技法は明らかに本作にも反映している。レンブラントは、後にこの洗練性を強く拒否することになるが、ドウはそれをさらに追及することに専心した。師のレンブラントが1632年にアムステルダムに移った後、ドウはレイデン・フェインスヒルデル (緻密派)の創立者となった。

## 帰属
本作は、長い間、レンブラントが母親を描いた肖像画であると誤認され、『レンブラントの母』という題名であった。その見方は、レンブラントが自身の絵画で親族の多くを描いたのだという、かつて考えに合致していた。1900年まで、レンブラントへの帰属は確実な結論であった。1898年の大規模なレンブラント展では、当時、A. H. フクワーテル (A. H. Hoekwater) のコレクションにあった本作は、レンブラントの作として出品された。1901年、美術史家のウィルヘルム・マルティン (Wilhelm Martin) は、ヘラルト・ドウに関する本の中で、ドウがおそらく絵画の作者であると示唆した。マルティンは、ドウのキアロスクーロの使用、彼の作品に典型的な滑らかな仕上げ、そして、ドウ、レンブラント、リーフェンスがしばしば同一モデルを用いたことを挙げ、本作の様式的特徴に言及した。実際、描かれている老婦人は、3人の画家すべての作品に登場し、ドウ自身、数回彼女を描いている。
1900年以降、レンブラントのモデルを彼の親族だとする見方は、根拠のないものであることがだんだんと明らかになった。そのため、本作が1912年11月にA. H. フクワーテルの遺贈の形でアムステルダム国立美術館に贈られた時、現在の題名でドウの作品として展示されることになった。2005年、レイデンのラケンハル美術館で開催された「レンブラントの母、神話、現実」(Rembrandt's Mother, Myth and Reality) で、本作は主要作品の1つであった。